# 38-cm-Schnelladekanone C/34
Die 38-cm-Schnelladekanone C/34 (38-cm-S.K. C/34) war ein Schiffsgeschütz der Kriegsmarine im Zweiten Weltkrieg, das auch als Küsten- und Eisenbahngeschütz eingesetzt wurde.

## Entstehungsgeschichte
Ausgangspunkt für die Entwicklung war der Bau der Schlachtschiffe der Bismarck-Klasse, die mit Geschützen des Kalibers 38 cm als Hauptbewaffnung ausgerüstet werden sollten.
Die Leistungsdaten des aus dem Ersten Weltkrieg bekannten und auf Bayern und Baden eingesetzten 38-cm-Geschützes (38 cm SK L/45) genügten nicht den Anforderungen der Kriegsmarine. Vor allem die maximale Rohrerhöhung von nur 20° und die daraus resultierende vergleichsweise geringe Reichweite von 23,3 km wurden als ungenügend angesehen. Darüber hinaus wurden die niedrige Höhen- und Seitenrichtgeschwindigkeit des Geschützes kritisiert.
Im Rahmen der Prüfung verschiedener 38 cm-Entwürfe wurden folgende Alternativen hinsichtlich der Leistungsfähigkeit des Geschützes erörtert:
- L/47 mit V0 = 785 m/s
- L/50 mit V0 = 800 m/s
- L/52 mit V0 = 820 m/s
- L/56 mit V0 = 865 m/s, Reichweite 41 km bei 35° Rohrerhöhung

Wegen nur geringer Leistungsvorteile gegenüber einem 35-cm-Geschütz wurden die Entwürfe L/47 und L/50 verworfen. Der Entwurf L/56 ließ die höchste Durchschlagsleistung auf alle Entfernungen erwarten. Hier stellte sich jedoch das erforderliche Mehrgewicht je Geschützturm von rund 128 t bei einem Turmgewicht von etwa 1180 t gegenüber dem L/52 als Problem heraus.
Infolgedessen erhielt die Friedrich Krupp AG den Entwicklungsauftrag für eine neue Schnellladekanone (SK) mit dem Kaliber 38 cm und der Kaliberlänge 52, mit einem Turmgewicht von 1052 t.

## Technische Daten
Technische Daten der 38 cm S.K. C/34:

### Rohrkonstruktion (für C/34 e)
- Rohrart: 3 Lagen und loses Futterohr
- Verschlussart: waagerechter Keilverschluss
- Verschlussgewicht: ~2.800 kg
- Rohr vollständig: 111.000 kg
- Kaliber: 380 mm
- Rohrlänge L/52: 19.630 mm
- Seelenlänge L/48,5: 18.405 mm
- Zugzahl: 90, Zugtiefe 4,5 mm, Zugbreite 7,76 mm
- Felderbreite: 5,5 mm
- Drallart: Kp-Drall rechtsweisend
- Drallwinkel: 5°/6°
- Dralllänge 36/30 Kal.
- Länge gezogener Teil: 15.982 mm
- Größe Ladungsraum: 319 dm³

### Ballistische Daten (für C/34 e)
- Projektilgewicht: 800 kg (= 14,6 d³)
- Mündungsgeschwindigkeit: 820 m/s
- Mündungsenergie: 268.960.000 J
- Treibladung: 210 kg getrennt (Hauptkartusche 108 kg, Vorkartusche 102 kg) für Pulverart C/32
- Lebensdauer Rohr (für 10 % V0-Verlust): 242 Schuss
- Geschoßweg im Rohr: 16.175 mm
- Laufzeit im Rohr: 33,3 ms
- Maximaldruck (15 °C): 3200 kg/cm²
- Maximaldruck (35 °C): 3520 kg/cm²
- mittlerer Druck: 1675 kg/cm²
- kritischer Druck: 3700 kg/cm²
- Wirkungsgrad: 0,877

### Munition
Die Munition der 38-cm-SK C/34 war geteilt und bestand aus Geschoss, Vorkartusche und Hülsenkartusche, die entsprechend den Zielanforderungen geladen wurde. Das Laden der Waffe erforderte 2 Ansetzvorgänge. Im ersten wurde das Geschoss geladen. Im zweiten die beiden Treibladungsbestandteile. Gegen schwer gepanzerte Ziele wurde die Panzersprenggranate eingesetzt, die auf 20 km ca. 39 cm Panzerstahl durchschlagen konnte und nach Durchschlag des Panzers mit Zündverzögerung im Inneren des Ziels zur Detonation kam. Gegen leicht- und ungepanzerte Ziele wurden die Sprenggranaten verwendet, wobei die Sprenggranate mit Bodenzünder bedingt durch die Zündverzögerung Schaden im Inneren des Ziels verursachte.

#### Geschosse
- 38 cm Psgr L/4,4 m BdZ (m. Haube) zu 800 kg (Panzersprenggranate mit Bodenzünder und ballistischer Haube)
- 38 cm Spgr L/4,6 m BdZ (m. Haube) zu 800 kg (Sprenggranate mit Bodenzünder und ballistischer Haube)
- 38 cm Spgr L/4,6 KZ (m. Haube) zu 800 kg (Sprenggranate mit Kopfzünder und ballistischer Haube)
- 38 cm Sigr L/4,5 BdZ & KZ (m. Haube) zu 495 kg (Siegfried-Granate mit Kopfzünder und Bodenzünder sowie ballistischer Haube)
- (behelfsmäßig) 38 cm Spgr. L/4,6 Kz (mhB) Haube abgeschraubt (Sprenggranate mit Kopfzünder (Zeitzünder S/60 nA) mit abgeschraubter Haube) Geschoss wurde im sogenannten Zonenschießverfahren gegen Luftziele verschossen

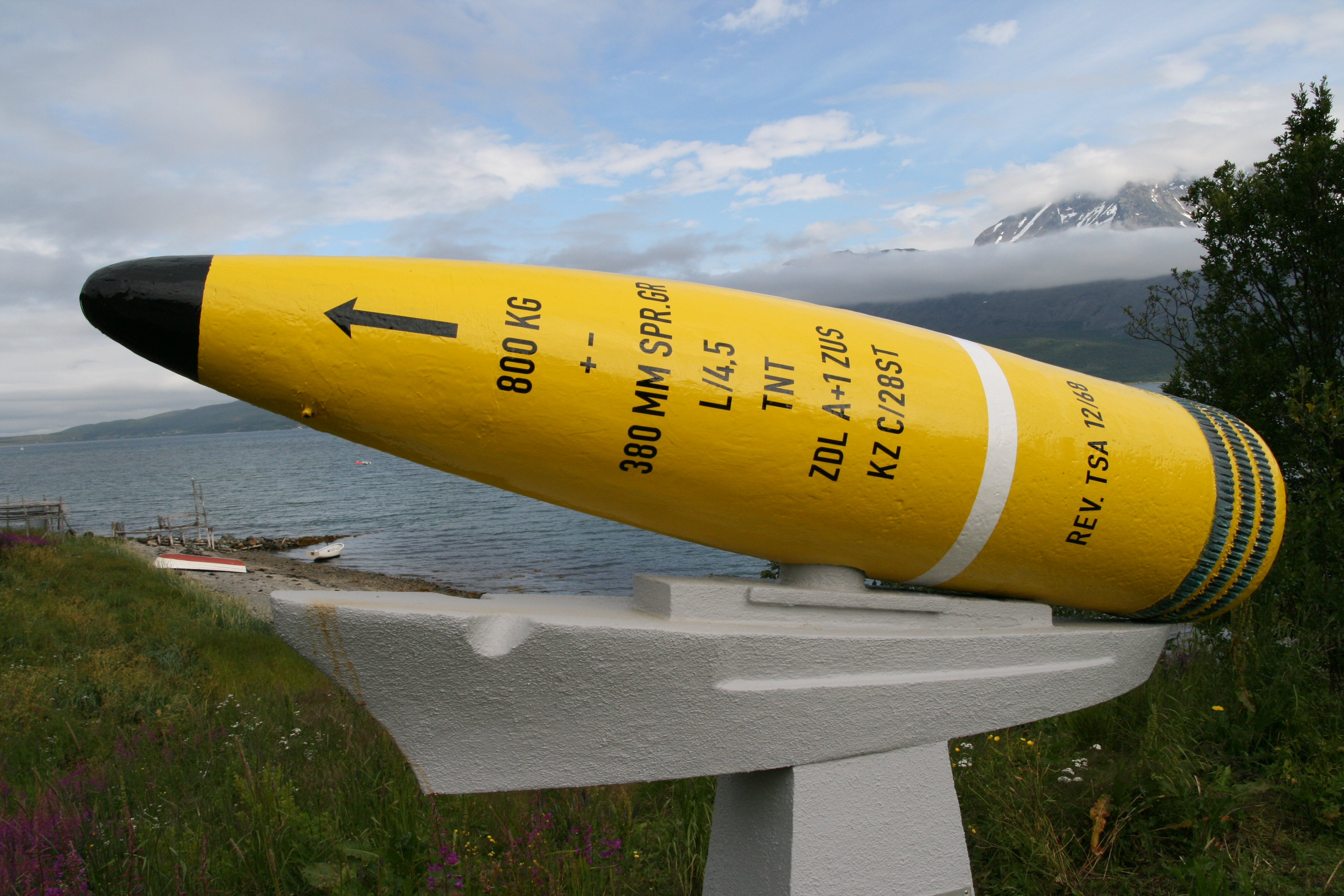
38 cm Granate (Batterie Vara, Kristiansand)
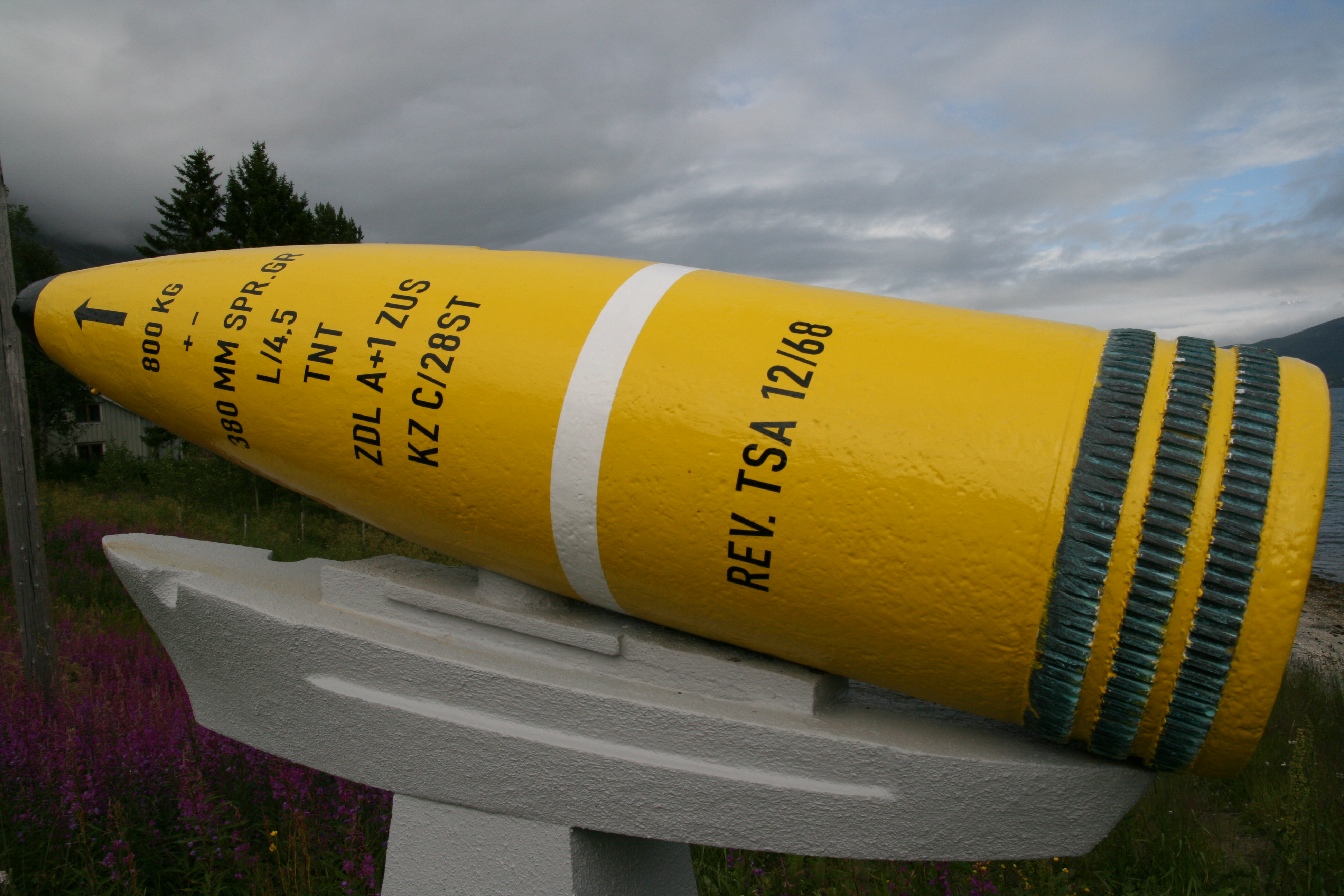
38 cm Granate (Batterie Vara, Kristiansand)
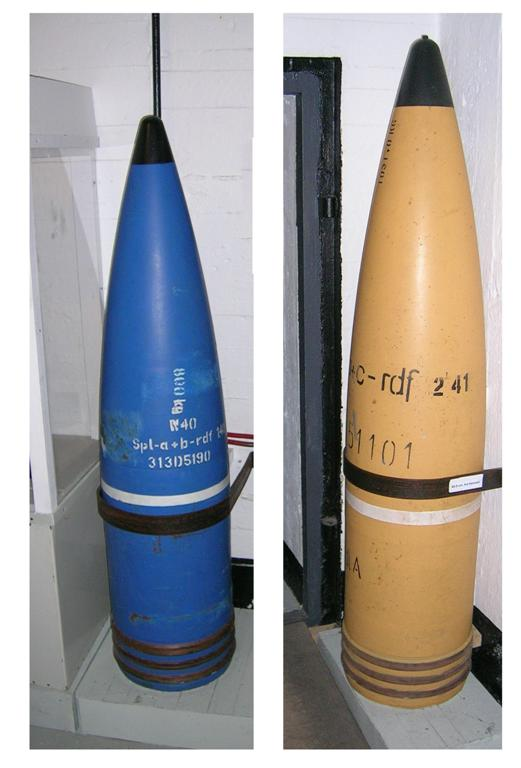
38 cm Granaten (Batterie Vara, Kristiansand)

#### Treibladung
- 38 cm Vorkartusche 34 – 38 cm Vorkart 34 mit 104,0 kg Treibladungspulver RP 38
- 38 cm Hülsenkartusche 34 – 38 cm HülsKart 34 mit 108,0 kg Treibladungspulver RP 38

### Lafettentypen
Drh. L. C/34e zweiachsig stabilisierter Drehturm mit zwei Geschützen und angehängtem Drehschacht
- Turmgewicht: 1.048 t bzw. 1.056 t
- Richtbereich (Höhe): −5° bis 30°
- größte Schwenkgeschwindigkeit: 5 Grad/s
- größte Höhenrichtgeschwindigkeit: 6 Grad/s
- Schussweite bei 30° Rohrerhöhung: 35,6 km für Luftgewicht 1,245 kg/m³ auf Meereshöhe (10 °C)
- Feuergeschwindigkeit: ~ 2 Schuss/Minute
  - Schussfolge in Ladestellung 2,5°: 24 s
  - Schussfolge bei 15° Rohrerhöhung: 30 s
  - Schussfolge bei 30° Rohrerhöhung: 35 s

## Verwendung als Küsten- und Eisenbahngeschütz

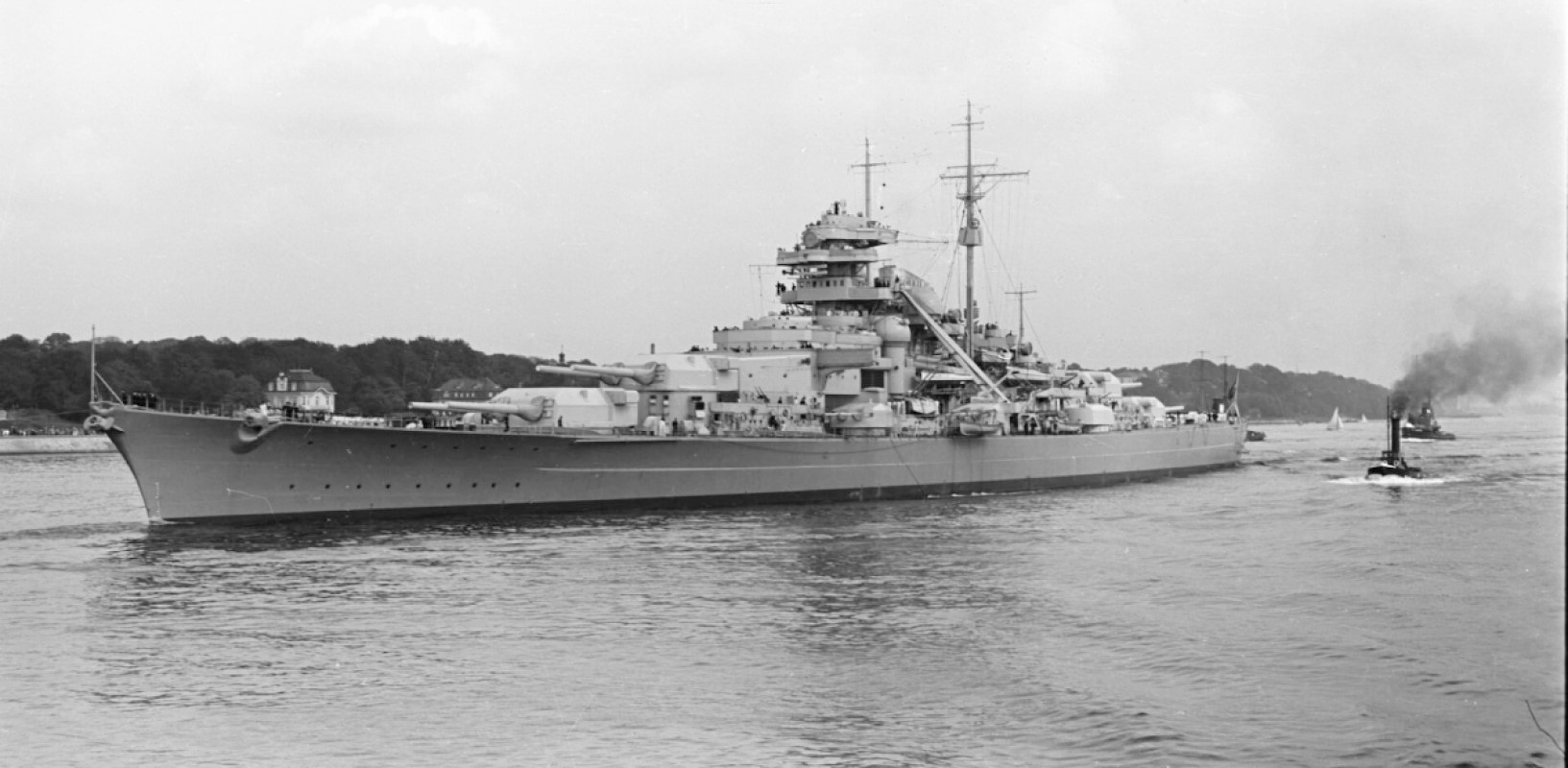

Neben der Bismarck und der Tirpitz war die 38 cm S.K. C/34 auch als Bewaffnung für die Schlachtkreuzer der O-Klasse geplant. Die projektierte Umrüstung der Gneisenau im Jahre 1942 sollte ebenfalls auf dieses Geschütz erfolgen. Weitere Geschütze waren an die Sowjetunion verkauft worden, zu einer Auslieferung kam es jedoch nie. Mit der endgültigen Außerdienststellung der Gneisenau nach dem gescheiterten Unternehmen Regenbogen 1942 und der Aufgabe der O-Klasse entfiel der ursprüngliche Verwendungszweck der bereits produzierten Geschütze. Ein Teil wurde daraufhin als Küstengeschütze im sogenannten Atlantikwall verbaut, beispielsweise in der Batterie Todt am Pas de Calais, in der Festungsanlage Hanstholm in Dänemark und im norwegischen Kristiansand.
Weitere Exemplare wurden als Eisenbahngeschütz mit dem Beinamen „Siegfried“ verwendet.